# Sinosaurichthys
Sinosaurichthys è un genere di pesci ossei estinti, appartenente ai saurittiformi. Visse nel Triassico medio (Anisico, circa 245 - 243 milioni di anni fa) e i suoi resti fossili sono stati ritrovati in Cina.

## Descrizione
I membri di questo genere possedevano un corpo molto allungato e un muso terminante in un rostro lunghissimo e sottile; in generale assomigliavano molto al ben noto genere Saurichthys. Rispetto a quest'ultimo, tuttavia, vi erano alcune importanti differenze: le ossa dermiche del cinto pettorale erano molto diverse e le pinne pettorali erano inserite in alto, al di sopra della linea mediana del corpo, mentre lo scheletro assiale nella regione addominale era posizionato relativamente dorsalmente; erano inoltre assenti i raggi branchiostegali. 

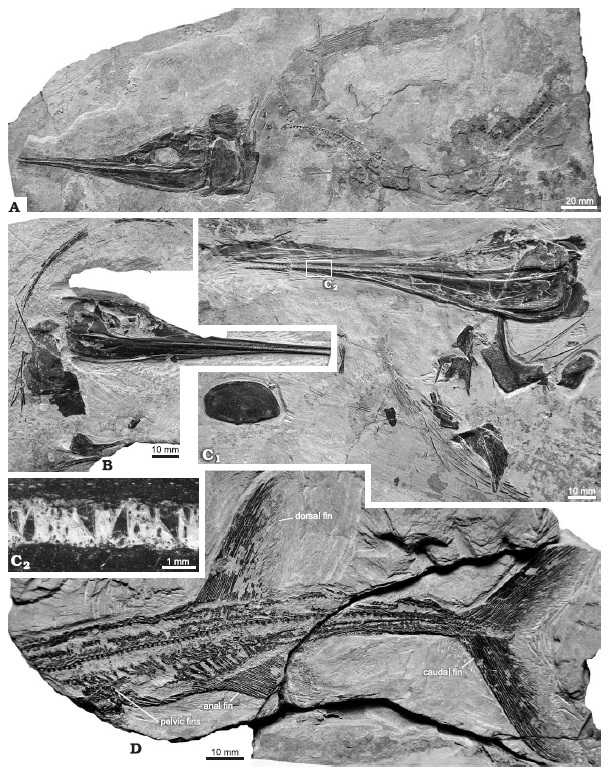
Fossili della specie tipo, Sinosaurichthys longipectoralis

Le varie specie di Sinosaurichthys differivano inoltre fra loro per le peculiari morfologie delle pinne: Sinosaurichthys longipectoralis (lungo oltre 50 centimetri) era dotato di pinne pettorali eccezionalmente allungate, a forma di falce e poste nella parte superiore del corpo, mentre S. longimedialis (lungo meno di 50 centimetri) era caratterizzato dalla pinna dorsale e dalla pinna anale notevolmente allungate, così come i due lobi della pinna caudale. S. minuta, invece, era lungo poco più di 20 centimetri ed era dotato di pinne più corte. 

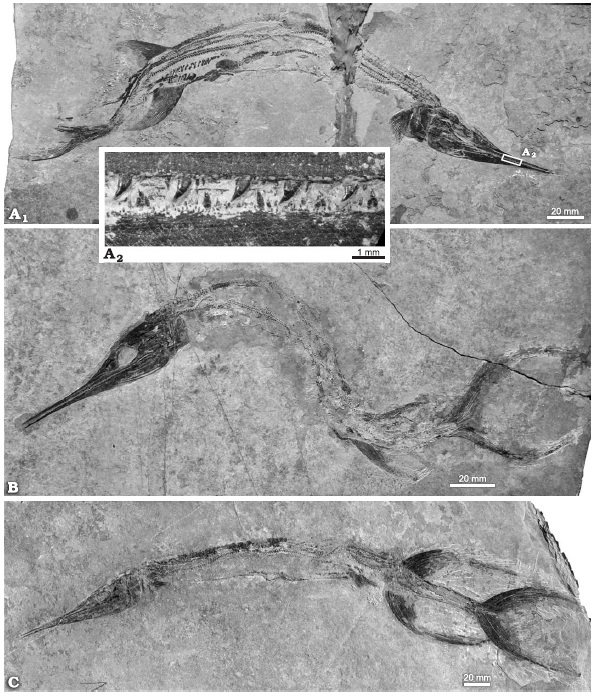
Fossili della specie Sinosaurichthys longimedialis

## Classificazione
Sinosaurichthys è un rappresentante dei saurittiformi, un gruppo di pesci condrostei dal corpo allungato, il cui genere più noto è Saurichthys. Sinosaurichthys sembrerebbe essere stato il risultato di una particolare radiazione evolutiva di saurittiformi tipica della Cina, dall'insolita morfologia delle pinne. 
Sinosaurichthys venne descritto per la prima volta nel 2011, sulla base di numerosissimi esemplari fossili ritrovati in Cina meridionale. La specie tipo è Sinosaurichthys longipectoralis, rinvenuta nella provincia di Guizhou, ma sono state descritte anche le specie S. longimedialis e S. minuta, rinvenute nella provincia di Yunnan.

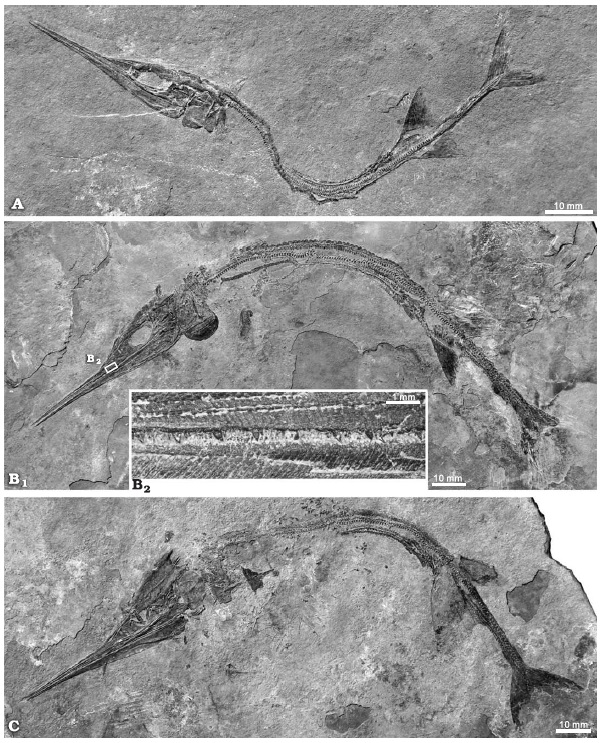
Fossili della specie Sinosaurichthys minuta

## Paleoecologia
La particolare morfologia delle pinne di Sinosaurichthys indica che questo genere doveva essere meglio adattato al nuoto di superficie rispetto al tipico Saurichthys. Inoltre, le differenze morfologiche tra le varie specie di Sinosaurichthys potrebbero riflettere differenti adattamenti per differenti habitat.